# Laboratorio Arte Alameda
El Laboratorio Arte Alameda es un espacio dedicado a la exhibición, documentación, producción e investigación de las prácticas artísticas que utilizan y ponen en diálogo la relación arte-tecnología.

## Historia
El convento de San Diego, de la orden de religiosos descalzos de San Francisco, ubicado al poniente de la Alameda Central, inició su obra hacia 1591. La construcción finalizó el 12 de septiembre de 1621, fecha en la cual los Dieguinos dejaron la Ermita de la trinidad y la “Casa de convalecientes” del Convento de San Cosme y se trasladaron a su nuevo recinto.
Fue patrocinado por Mateo de Mauleón y su esposa Juana Arellano a principios del siglo XVII, heredándose el patronazgo que al ser una propiedad particular heredaba también el convento, esta situación propició una curiosa ceremonia que se hacía cada año en que los patronos recibían las llaves del convento y éstos, de manera simbólica, las entregaban de vuelta a los religiosos. Este patronazgo llegó a ser de los condes del Valle de Orizaba que en el convento tuvieron una lujosa cripta.
Frente al edificio quedaba una amplia plazuela que fue usada como mercado; más tarde, de 1596 a 1771, se transformó en el segundo quemadero de la Inquisición. Esto fue suprimido por el cuadragésimo quinto virrey de la Nueva España Don Carlos Francisco, Marqués de Croix, con el objeto de ampliar el paseo de la Alameda.
La iglesia fue reedificada en 1778, añadiéndosele la Capilla de los Dolores, luciendo así dos cúpulas. En 1867, tras las Leyes de Reforma, se fraccionan la otrora pródiga huerta, el noviciado y el convento, abriéndose a través de él la prolongación al norte de la ahora calle de Balderas, antes Callejón de La Acordada, y la calle de Colón. Se destruyeron los altares churriguerescos del templo, y los mosaicos de la cripta de los condes del Valle de Orizaba, que representan los escudos heráldicos de la familia, se rescatan y se instalan en la escalera del Palacio de los Azulejos.
El inmueble fue renovado a principios del siglo XIX, siendo redecorado al estilo neoclásico, como se acostumbraba en la época. El templo siguió abierto al culto hasta 1934, después se convirtió en bodega e imprenta.
En 1964, el presidente Adolfo López Mateos inauguró la Pinacoteca Virreinal de San Diego, que albergaba una colección de obras coloniales de los siglos XVII, XVIII y XIX, provenientes de la Academia de San Carlos, las cuales actualmente forman parte del acervo del Museo Nacional de Arte. En la Capilla de los Dolores se halla un mural del maestro Federico Cantú titulado “Los Informantes de Sahagún”, realizado en 1959. La obra presenta a Fray Bernardino, acompañado de Mendieta y Olmos, ante los informantes y es sin duda una de las obras maestras del patrimonio mural de nuestra nación.  
En el año 2000, se redefine la vocación de este espacio y se transforma en el Laboratorio Arte Alameda, dedicado a exposiciones y actividades de arte contemporáneo, con un enfoque especial en las expresiones producidas con soportes electrónicos y tecnológicos. Fue fundado en la Ciudad de México, el 28 de noviembre del año 2000 por el Consejo Nacional para la Cultura y las Artes (CONACULTA), a través del Instituto Nacional de Bellas Artes.
Hoy en día el edificio que acoge al Laboratorio Arte Alameda consta de seis salas o espacios claramente definidos: el Atrio, la Nave principal, la Capilla de Dolores, los Claustros alto y bajo y el Coro, que conservan en gran medida su arquitectura original; además posee las salas C, D y E, de construcción más reciente. Actualmente es uno de los 18 museos que integran la Red de Museos del Instituto Nacional de Bellas Artes y Literatura.

## Exposiciones
Hasta agosto de 2024 el laboratorio ha tenido aproximadamente 140 exposiciones, entre las que destacan:
- Actos de fe. Imágenes transfiguradas (2000)
- Le Parc Lumière. Obras cinéticas de Julio Le Parc (2006)
- Transitio_MX, Fronteras nómadas (2007)
- Marina Abramovic: videoinstalaciones (2008)
- (READY) MEDIA: Hacia una arqueología de los medios y la invención en México (2010)
- Criaturas Asombrosas de Theo Jansen (2017)
- Helen Escobedo: Ambientes totales (2023).[7]

## Centro de Documentación Príamo Lozada
El Centro de Documentación Príamo Lozada tiene bajo su cargo la gestión de la restauración, preservación, clasificación y catalogación del acervo ligado al arte contemporáneo y de nuevos medios. Así mismo lleva el registro histórico y resguarda la memoria del Laboratorio Arte Alameda. 
Fue inaugurado el 12 de agosto de 2015, obtuvo su nombre en honor al curador y fundador del recinto Príamo Lozada dedicado al arte, la ciencia y la tecnología ya que su acervo se conformó inicialmente con la colección personal del curador. 
Su creación fue posible gracias a una beca de Fundación Bancomer, con la que se logró poner en marcha la catalogación y acondicionamiento del espacio; todo  supervisado por el Centro Nacional de Registro y Patrimonio Artístico Mueble del INBAL quien permitió la apertura del acervo dentro del museo.

Aparte de las nuevas formas de hacer arte, el centro también estudia temas de museografía y museología, sobre el tema Tania Aedo y Paola Gallardo comentaron en el podcast de la UNAM:
lo que lo hace tener un papel activo en la conceptualización y adaptación de todos los proyectos artístico-curatoriales, que se llevan a cabo dentro del LAA, un espacio de arte contemporáneo con la peculiaridad de estar albergado en un convento del siglo XVI.
El acervo que resguarda 20,000 elementos distribuidos en los 140 expedientes expositivos, acervo bibliográfico, hemerográfico y formatos análogos (VHS, VHS- C, Beta, Betacam, mini DV) entre otros. Así mismo resguarda el fondo Príamo Lozada y fondo Tania Aedo.
Cada uno de los expedientes  se conforman mediante la recuperación y catalogación de material físico relacionado con las exposiciones y actividades paralelas del museo; incluye desde boletines de prensa, programas de consulta de cada una de las exposiciones, videos documentales y fotografías de registro de las actividades y exposiciones, así como reseñas y artículos de prensa impresos.
También resguarda documentos sobre la manufactura de algunas obras, lo que permite su reproducción e integración en las exposiciones del Laboratorio. Tal fue el caso de la instalación de la pieza Hoy como ayer (2010), creada por la artista Helen Escobedo para la exposición Revolución.es y replicada para la exposición con su nombre en 2023.
Cabina de estabilización
El centro de documentación cuenta con una cabina de estabilización, es un espacio confinado al que solo puede tener acceso personal autorizado. Consiste en mantener una temperatura de 18° a 21° y un factor de humedad relativa de 35% a 45%. Esto es con la finalidad de mantener un ambiente ideal para una mejor conservación del material que resguarda.
Fondo Príamo Lozada
Príamo Lozada (1962-2007) fue un economista dominicano curador fundador del Laboratorio Arte Alameda y  coleccionista. Así mismo fue director del primer Festival de Video y Arte electrónico en la Ciudad de México.
El fondo, conformado principalmente por lo que fuera su colección personal, integra registros en video, piezas sonoras, fotografías, libros, documentos impresos, carpetas de artistas y literatura gris. El acervo de su archivo nos muestra el interés de Príamo Lozada en el arte electrónico y permite rastrear materiales de creadores, exposiciones, conciertos, talleres artísticos, festivales, ferias o proyectos a los que dio seguimiento. 
Durante su periodo de gestión en el Laboratorio Arte Alameda de 2000 a 2007, demostró su interés en el arte contemporáneo, principalmente en la relación con las nuevas tecnologías tales como el videoarte, video instalaciones, arte sonoro, el net.art, el media-art, el bioarte y la arqueología de medios. De este modo creadores internacionales como: Antoni Muntadas, Thomas Glassford, Mona Hatoum y Daniel Buren, expusieron en el laboratorio.
Servicios
El Centro de Documentación brinda atención personalizada, vía telefónica, correo electrónico o en persona, al público general,  investigadores, estudiantes y artistas interesadas en las nuevas formas de hacer arte.
Las instalaciones permiten la realización de consultas en sala, así como, la impartición de talleres y conversatorios en torno a la temática de las exposiciones temporales. 
Ofrece servicios por internet ya que todo el material digitalizado se encuentra disponible para consulta en la página web de la institución.